# PSR B1257+12A
PSR B1257+12A of PSR 1257+12b is een exoplaneet die draait om de pulsar PSR B1257+12. De exoplaneet ligt op 2313 lichtjaar van de Aarde vandaan en staat in het sterrenbeeld Maagd. De exoplaneet is vanaf PSR B1257+12 gezien de eerste planeet. De andere exoplaneten in dit planetenstelsel zijn PSR B1257+12B, PSR B1257+12C en PSR B1257+12D.
PSR B1257+12A was in 1992 samen met PSR B1257+12B de allereerste exoplaneet waarvan ooit het bestaan werd bevestigd, voordien waren alle exoplaneten slechts speculaties. De planeten zijn ontdekt door Aleksander Wolszczan en Dale Frail. 